# Ian Falloon
Ian R. Falloon (Auckland, 3 luglio 1940 – Londra, 23 maggio 2006) è stato uno psichiatra neozelandese.

## Biografia
Per anni professore di psichiatria all'Università di Auckland (Nuova Zelanda), ha lavorato in California con Liberman negli anni '70 del Novecento nei primi esperimenti di riabilitazione psicosociale per pazienti psichiatrici attraverso il coinvolgimento dei familiari (Falloon et al., 1982, New England Journal Of Medicine) fuori delle istituzioni psichiatriche. Ha costituito il servizio di salute mentale di comunità a Buckingham (Inghilterra) negli anni '80 del secolo scorso, basato sugli interventi psicoeducazionali, sul trattamento a domicilio, sulla riduzione del ricovero ospedaliero e sulla precocità della presa in carico.
La sua formazione era legata al comportamentismo e al cognitivismo, deve essere considerato uno dei principali esperti della psicoeducazione. Ha pubblicato numerosi lavori scientifici sulle principali riviste internazionali di psichiatria.
Negli anni '90 si è impegnato in Italia nella diffusione della psicoeducazione nei servizi di salute mentale su invito dell'Istituto Superiore di Sanità. Ha poi collaborato, a scopo di ricerca clinica, anche con i servizi sanitari di varie regioni italiane.
Morì in Italia nel luglio 2006 all'età di 66 anni per complicazioni del cancro1.

## Pubblicazioni
- Psychoeducational family interventions for major disorders, Ian R.H. Falloon, John H. Coverdale, Robert R. Kydd, Tannis M. Laidlav, Il Vaso di Pandora, Dialoghi in psichiatria e scienze umane, Vol. III, No 2, 1995
- La riabilitazione all'interno delle famiglie: l'applicazione del mondo di Integrated Care, proposto da I. Falloon nei Servizi genovesi, Marco Lussetti, Antonella Arata, Giuseppina Boidi, Il Vaso di Pandora, Dialoghi in psichiatria e scienze umane, Vol. IV, No 3, 1996
- Intervento psicoeducativo integrato in psichiatria. Guida al lavoro con le famiglie, Ian Falloon, 1993, Centro Studi Erickson
- International Journal of Mental Health, Vol. 28, No. 3, Fall 1999, pp. 60–67, 1999 M.E. Sharpe, Inc, ISSN 0020-7411/1999